# اچ‌ام‌اس رزولوشن (۱۶۵۴)
اچ‌ام‌اس رزولوشن (۱۶۵۴) (به انگلیسی: HMS Resolution (1654)) یک کشتی بود که طول آن ۱۱۷ فوت ۳ اینچ (۳۵٫۷ متر) بود.